# 위 (삼국)
위(魏, 220년 ~ 265년)는 중국의 삼국 시대의 왕조이다. 후한이 멸망한 후 중원 대부분을 지배했던 국력이 가장 강대했던 나라로, 국성을 따 조위(曹魏)라고 부르기도 한다.
후한이 황건적의 난과 동탁의 반란을 거치며 사실 상 통치력을 상실하면서 중국은 수많은 군웅들이 사생결단을 펼치는 거대한 전장으로 전락한다. 이 중 전략과 용병술이 뛰어났던 조조는 삼국 시대의 군웅들 가운데 두각을 일찌감치 드러내었고, 후한 헌제를 옹립함으로써 협천자 영제후(挾天子領諸侯), 즉 천자를 끼고 제후를 호령하여 천하쟁패의 시대에서 명분을 확보하였다. 이후 최강의 숙적이었던 원소를 상대로 회전에서 승리를 거둠으로써 중원 일대를 평정하며 최강 세력으로 발돋움했다. 단 천하통일을 자신의 손으로 마무리하려던 야심은 적벽대전에서 실패하면서 물거품으로 끝났고 천하의 정세는 삼분 천하로 흘러가게 된다.  
조조 사후 그의 권력을 물려받은 아들 조비는 이름만 남아있던 후한의 마지막 황제인 헌제로부터 선양을 받아 후한을 멸하고 위나라를 건국한다. 그러나 조씨 세력은 249년 고평릉 사변에서 사마씨에게 실권을 내주었고, 원제 조환이 사마염에게 선양하며 45년의 짧은 역사로 그 끝을 맺는다.

## 국력
중국 대륙이 삼국으로 분할되었다고는 하지만, 실제로는 위나라가 국력에서 다른 두 나라 대비 압도적 우세를 보였다. 애초에 고대 중국의 정치적, 경제적 중심지는 황하문명이 발생한 북 중국이었으며 이곳을 장악하고 있던 위나라는 통치하는 인구와 동원 가능한 생산력에서 압도적인 우위에 있었다. 반면 촉나라와 오나라는 상대적으로 중국 세계에 편입된 기간이 상대적으로 짧은 변방에 세워진 정권들로 영토의 상당 부분이 개발이 덜 된 오지였던 까닭에 통지력이 제대로 미치지 못했다.

## 역사
《삼국지》에서 정통으로 삼고 있는 위나라는 220년(황초 원년) 조비가 후한 왕조에게서 제위를 물려받고 건국하여 265년(태시 원년) 사마염에게 선양하기까지 5대 황제 45년간에 걸친 왕조로, 공식적인 건국은 창업 기반을 마련한 조조가 죽은 뒤의 일이었다.
189년(중평 6년) 조조는 여러 제후와 함께 동탁 토벌을 위해 군사를 모집하는데, 이때 조인, 하후돈, 하후연 등 조조의 일족들이 그를 따른다. 191년(초평 2년)에는 일찍이 청류파 지식인이었던 순욱이 조조의 진영에 가세한다. 순욱은 곽가, 순유, 종요 등 국방과 내정 면에서 활약하는 여러 명사들을 천거했다. 192년에는 황건적의 잔당을 굴복시켜 자기 군사로 흡수한 다음 정예를 선발해 ‘청주병(靑州兵)’으로 부른다. 이 정예 부대가 대륙 각지에서 맹활약하게 된다.
이후 조조는 원술, 여포, 원소 등을 쳐부수고 세력을 확대하는 한편, 적장이었던 장료, 장합, 가후와 같은 인재를 얻는다. 조조는 옛 원한을 잊고 재능만 있다면 투항한 자를 기꺼이 받아들였다. 그들도 그 뜻에 감복하여 조조에게 충성을 맹세했다고 한다. 이 ‘재능제일(才能第一)’이라는 인재등용 방침은 210년에 ‘구현령(求賢令)’으로 공포되는데, 여기에 기라성 같은 인재가 모여들어 크게 활약하게 된다. 이것이 세간에서 흔히 말하는 조조의 수집벽인데, 알고 보면 조조의 뛰어난 리더십과 통찰력이 있었기에 가능했던 것이다.
후한 왕조는 이미 회복하기 어려울 정도로 쇠퇴한 상태였으나 조조는 황제의 중요성을 잘 알고 있었다. 196년(건안 원년)에 헌제가 낙양으로 돌아오자 조조는 그를 받들어 허(許)로 천도한다. 이때 원소의 참모도 황제를 영입할 것을 진언하지만 원소가 주저하는 사이 조조에게 선수를 빼앗기고 만다. 조조는 황제를 봉대함으로써 대의명분을 얻어 관군이 되고, 자신에게 대적하는 자는 조정의 적으로 간주했던 것이다. 또한 같은 해에 ‘전농부 둔전제’를 시행하고 있었다. 당시 전쟁은 현지 조달로 식량을 충당했는데, 식량이 남으면 버리고 부족하면 약탈하는 식이었다. 그 때문에 농촌은 황폐해지고 유랑민이 급증했다. 이에 조조는 “천하를 통일하는 일은 강력한 군대와 충분한 식량에 달려 있다”면서 농업의 중요성을 역설, 계획적으로 식량을 생산·저장하려고 시도한다. 이리하여 백성을 모집해 빈농에게는 토지뿐만 아니라 밭갈이 소와 농기구, 그리고 종자까지 대여해 낙양, 허 주변에서 둔전시킨다. 이미 둔전제 자체는 한나라 때부터 있었지만 조조의 둔전제는 각지에 전농부를 설치하고 전농관이라는 농업 전업관에게 이를 관리하게 했다. 그래서 사방을 정벌하는 데 식량을 수송하는 노고가 없어져 삼국시대 최대 강국으로 발전할 수 있었다.
조조는 헌제를 옹립함으로써 208년에 승상, 213년에 위공, 216년에 위왕 작위를 받으면서 이미 제위를 넘볼 수 있는 세력을 갖추게 된다. 하지만 그는 마지막까지 ‘후한의 충신’이라는 명분을 내세워 황제로 즉위하지 않았다. 220년 조조가 죽은 지 9개월 후 아들 조비는 헌제로부터 제위를 선양을 받고 황제가 되어 후한을 멸망시키고 위나라를 건국한다.
위나라를 건국한 조비는 낙양으로 천도하고, 허를 허창(許昌)으로 고쳐 불렀다. 낙양은 중국 삼국 시대 중 규모·인구 면에서 가장 큰 도시였다. 조비는 유가를 부흥하여 체제를 안정시키려고 하였고, 구품관인법을 실시하여 인재를 선발하였다. 하지만 조비 스스로 예를 따르지 않고,  오 정벌의 실패로 인하여 위신이 실추되었다. 조비가 황제로 즉위하여 위나라를 건국한지 겨우 6년 만에 병사한 후, 위나라는 승상 제갈량이 이끄는 촉나라의 침입을 받게 되고, 그 뒤를 이은 조예조차 239년(경초 3년) 34살의 젊은 나이로 죽고 만다. 후계자 조방은 이때 겨우 8살로, 사마의와 조상이 후견인이 된다. 곧이어 조상은 사마의의 실권을 빼앗고 정무에서 소외시키지만 사마의의 노회한 전술에 말려들게 된다. 249년(정시 10년) 사마의는 고평릉의 변을 일으켜 조상 등을 실각시키고, 그에게 무고한 반역죄를 씌워 삼족을 모두 멸하고 만다. 이리하여 조씨 일족은 쇠퇴하고 실권이 사마씨에게 옮겨지며, 사마의가 죽은 후에도 그의 아들 사마사, 사마소에게로 권력이 승계되었다.
254년(가평 6년)에는 이풍, 장집 등이 주도한 사마사 제거 계획마저 실패하여 모두 처형되고, 황제 조방도 폐위를 강요받는다. 이때부터 관구검, 문흠에 의한 반란이 일어나고, 257년(감로 2년)에는 제갈탄의 반란이 일어나지만 모두 진압되어 사마씨에 반대하는 세력이 일소된다. 260년에는 조방의 뒤를 이은 조모가 사마소를 제거하려고 수백 명의 측근을 이끌고 출격하는데, 반격하는 군사들에게 살해되고 만다. 이리하여 마지막 황제 조환이 사마소에게 제위를 물려주려고 하지만, 사마소가 갑자기 죽게 된다. 마침내 265년(함희 2년) 아들 사마염은 조환에게 선양을 받으면서 위나라를 멸망시키고 서진을 건국한다.

## 역대 황제
| 대수  | 묘호                               | 시호                                              | 성명       | 연호                                                                       | 재위기간      | 능호           |
| ----- | ---------------------------------- | ------------------------------------------------- | ---------- | -------------------------------------------------------------------------- | ------------- | -------------- |
| -     | -                                  | 고황제 (高皇帝) (위 문제 추숭)                    | 조등(曹騰) | -                                                                          | -             | -              |
| -     | -                                  | 태황제 (太皇帝) (위 문제 추숭)                    | 조숭(曹嵩) | -                                                                          | -             | -              |
| -     | 위 태조 (魏太祖)                   | 무황제 (武皇帝) (위 문제 추숭)                    | 조조(曹操) | -                                                                          | -             | 고릉(高陵)     |
| 제1대 | 위 세조 (魏世祖) (위 고조(魏高祖)) | 문황제 (文皇帝)                                   | 조비(曹丕) | 황초(黃初) 220년 ~ 226년                                                   | 220년 ~ 226년 | 수양릉(首陽陵) |
| 제2대 | 위 열조 (魏烈祖)                   | 명황제 (明皇帝)                                   | 조예(曹叡) | 태화(太和) 227년 ~ 233년 청룡(靑龍) 233년 ~ 237년 경초(景初) 237년 ~ 239년 | 226년 ~ 239년 | 고평릉(高平陵) |
| 제3대 | -                                  | 소황제 (少皇帝) (제왕(齊王)) (소릉여공(邵陵厲公)) | 조방(曹芳) | 정시(正始) 240년 ~ 249년 가평(嘉平) 249년 ~ 254년                          | 239년 ~ 254년 | -              |
| 제4대 | -                                  | 폐황제 (廢皇帝) (고귀향공(高貴鄕公))              | 조모(曹髦) | 정원(正元) 254년 ~ 256년 감로(甘露) 256년 ~ 260년                          | 254년 ~ 260년 | -              |
| 제5대 | -                                  | 원황제 (元皇帝)                                   | 조환(曹奐) | 경원(景元) 260년 ~ 264년 함희(咸熙) 264년 ~ 265년                          | 260년 ~ 265년 | -              |

## 관직

### 중앙 관직

#### 행정
-승상: 현재의 국무총리/황제 아래에서 행정을 도맡았다.
-사도: 현재의 부총리/승상 밑에서 행정을 도맡았다. 삼공 중 하나.
-녹상서사: 현재의 내각총리/궁정에 있는 문서 총괄.
-사공: 현재의 국토교통부 장관/ 건축을 도맡았다. 삼공 중 하나.

#### 군사
-태위: 현재의 국방부 장관/ 상징적으로 군사적 최고사령관이었다. 그러나 실권은 거의 없었다. 삼공 중 하나.
-대사마: 현재의 합동참모의장/ 실질적 군사권이 있는 직책으로 전시에 군을 통솔했다.
-대장군: 현재의 합동참모의장/명목상으로는 대사마보다 한단계 아랫사람이지만 실제로는 대사마와 동등한 권리를 가졌다.

#### 천자 직속관직
-태부: 천자의 스승.(현재는 이런 관직은 없다.)
-태사: 천자의 스승
-태보: 천자의 스승.

#### 황태자의 직속관직
-태자대부: 황태자 교육
-태자소부: 황태자 교육
-참사: 황후와 황태자의 가사 담당

#### 황궁/수도 관리 관직
-태상: 현재의 대통령비서실장/ 천자의 제사 등을 보필
-광록훈: 궁문 관리.
-위위: 현재의 청와대 대통령 경호처 지원부대의 수장/ 궁문을 지키는 군사 지휘
-태복: 천자의 가마와 말을 관리

### 지방 관직

#### 주의 관직
-목: 현재의 도지사/각 주를 다스리던 관직.
-자사: 현재의 도지사 감사/목을 감찰하던 관직. 오히려 목보다 자사가 권력을 더 많이 갖는 경우가 많았다.

#### 군의 관직
-태수: 현재의 시장 또는 군수/각 군의 수장
-도위: 현재의 향토사단장/군의 군사를 맡음
-승: 현재의 시장 또는 군수의 비서실장/태수의 보좌관.
-독우: 각 군에 소속되어있는 현을 감독

#### 현의 관직
-현령: 지금의 구청장/1만 호 이상의 현을 다스림
-현장: 지금의 면장 또는 읍장/1만호 이하의 현을 다스림

## 연표
| 서력  | 사건                                                                                  |
| ----- | ------------------------------------------------------------------------------------- |
| 155년 | 조조 태어남.                                                                          |
| 189년 | 조조, 향리에서 동탁 토벌을 위한 의병을 모집함.                                        |
| 192년 | 연주목으로 영입되어 정예군 청주병을 조직함.                                           |
| 196년 | 헌제를 봉대하고 허창으로 천도함. 둔전제 시행.                                         |
| 200년 | 백마, 관도에서 원소군을 무찌름.                                                       |
| 207년 | 오환을 정복하여 평정.                                                                 |
| 210년 | 구현령과 술지령 공포.                                                                 |
| 213년 | 조조, 위공이 됨.                                                                      |
| 215년 | 조조의 딸, 헌제의 황후로 세워짐. 한중을 평정.                                         |
| 216년 | 조조, 위왕이 됨.                                                                      |
| 219년 | 조조, 한중을 잃음. 손권과 연합, 관우를 격파함.                                        |
| 220년 | 조조 서거. 조비, 제위를 선양받아 위 황조 건국. 후한 황조 멸망. 낙양으로 천도함.       |
| 226년 | 조비 승하. 조예 즉위.                                                                 |
| 234년 | 사마의가 오장원에서 제갈량과 대치.                                                    |
| 237년 | 요동의 공손연이 반기를 듦.                                                            |
| 238년 | 사마의, 공손연의 난을 진압.                                                           |
| 239년 | 조예 승하. 조방 즉위.                                                                 |
| 249년 | 사마의, 쿠데타를 일으켜 조상 일당을 처형함.                                           |
| 251년 | 왕릉의 사마의 타도 계획 실패. 사마의가 죽고 사마사가 뒤를 이음.                       |
| 254년 | 사마사 주살 계획 실패. 조방이 폐위되고 조모가 옹립됨.                                 |
| 255년 | 사마사가 죽고 동생 사마소가 뒤를 이음.                                                |
| 257년 | 제갈탄이 오나라와 결탁해 반란을 일으키나 다음해 진압됨.                               |
| 260년 | 조모가 사마소를 토벌하려다가 살해됨. 조환 즉위.                                       |
| 263년 | 촉한 정복.                                                                            |
| 264년 | 사마소, 상국지공이 됨.                                                                |
| 265년 | 사마소, 진왕이 됨. 사마소, 죽음. 사마염이 뒤를 이음. 위 황조가 멸망하고 진 황조 성립. |

## 같이 보기
- 삼국 시대 (중국)
- 레이프 드 크레스피그니